# Briant
Briant é uma comuna francesa na região administrativa de Borgonha-Franco-Condado, no departamento Saône-et-Loire. Estende-se por uma área de 13,24 km². Em 2010 a comuna tinha 228 habitantes (densidade: 17,2 hab./km²).